# Home Sweet Home (film, 1911)
Pour les articles homonymes, voir Home Sweet Home.
Pour plus de détails, voir Fiche technique et Distribution.
Home Sweet Home est un film muet américain réalisé par Joseph A. Golden et sorti en 1911.

## Fiche technique
- Réalisation : Joseph A. Golden
- Production : Pat Powers
- Date de sortie :
  - États-Unis : 4 mars 1911

## Distribution
- Pearl White